# دان جليكمان
دانيال روبرت «دان» غليكمان (بالإنجليزية: Dan Glickman)‏ (ولد في 24 نوفمبر 1944) هو سياسي ومحامي أمريكي. شغل منصب وزير الزراعة الأمريكي من عام 1995 حتى عام 2001، وكان قبل ذلك يمثل منطقة الكونغرس الرابعة في كانساس كديموقراطي في الكونغرس لمدة 18 عاما. 
وبعد تركه منصبه العام، قاد غليكمان كلية الحكومة ومعهد السياسة في جامعة هارفارد. 
شغل منصب رئيس مجلس الإدارة والرئيس التنفيذي لجمعية الفيلم الأمريكي (MPAA) بين عامي 2004-2010. 
وهو يعمل كزميل أول في مركز السياسة الحزبية، حيث يركز على قضايا الصحة العامة والأمن القومي وقضايا السياسة الاقتصادية. كما يشارك في رئاسة مشروع الديمقراطية في المركز ويشارك في قيادة مبادرة التغذية والنشاط البدني للمركز.
وهو أيضا عضو في مجلس إدارة بورصة شيكاغو التجارية،  ومؤسسة مازون: استجابة يهودية للجوع ومجلس أصدقاء برنامج الأغذية العالمي.  كما أنه يعمل في مجلس السياسة الأمريكية في كلية جورج واشنطن للعلوم العليا للإدارة السياسية. 

## التعليم
تعلم في جامعة ميشيغان، وجامعة جورج واشنطن.

## مناصب وهيئات
أدار جامعة هارفارد.